# Heteronemia oaxacae
Heteronemia oaxacae är en insektsart som beskrevs av Morgan Hebard 1932. Heteronemia oaxacae ingår i släktet Heteronemia och familjen Heteronemiidae. Inga underarter finns listade i Catalogue of Life.